# Öcs
Öcs är en ort (by) i provinsen Veszprém i västra Ungern. Orten har 201 invånare (2024), på en yta av 13,70 km². Den ligger cirka 12,5 kilometer sydost om Ajka.